# Jelovica
Jelovica este o arie protejată (arie de protecție specială avifaunistică — SPA) din Slovenia întinsă pe o suprafață de 9.766,74 ha, integral pe uscat.

## Localizare
Centrul sitului Jelovica este situat la coordonatele 46°15′58″N 14°03′15″E / 46.2662°N 14.0542°E.

## Înființare
Situl Jelovica a fost declarat arie de protecție specială avifaunistică în aprilie 2004 pentru a proteja 9 specii de animale.

## Biodiversitate
Situată în ecoregiunile alpină și continentală, aria protejată nu include niciun habitat protejat.
La baza desemnării sitului se află mai multe specii protejate de  păsări (9): minunița (Aegolius funereus), acvilă de munte (Aquila chrysaetos), cocoșul de mesteacăn (Bonasa bonasia), ciocănitoare neagră (Dryocopus martius), șoim călător (Falco peregrinus), ciuvică (Glaucidium passerinum), ciocănitoare de munte (Picoides tridactylus), huhurezul mic (Strix uralensis),  cocoș de munte (Tetrao urogallus).